# Fertov
Fertov ili Vertov (mađ. Kunfehértó) je selo u jugoistočnoj Mađarskoj.
Zauzima površinu od 78,37 km četvornih.

## Zemljopisni položaj
Nalazi se u regiji Južni Alföld, na 46°21'32" sjeverne zemljopisne širine i 19°24'58" istočne zemljopisne dužine.

## Upravna organizacija
Upravno pripada olaškoj mikroregiji u Bačko-kiškunskoj županiji. Poštanski broj je 6413.

## Promet
Fertov (Vertov) se nalazi na željezničkoj prometnici. U selu je i željeznička postaja.

## Stanovništvo
U Fertovu živi 2307 stanovnika (2005.).